# Dušan Bajević
Dušan Bajević (szerb cirill betűkkel: Душан Бајевић; Mostar, 1948. december 10. –) bosnyák labdarúgó, edző.

## Pályafutása

### A válogatottban
1970 és 1977 között 37 alkalommal szerepelt a jugoszláv válogatottban és 29 gólt szerzett. Részt vett az 1974-es világbajnokságon.

## Sikerei, díjai

### Játékosként
Velež Mostar
- Jugoszláv kupa (1): 1980–81

AÉK Athén
- Görög bajnok (2): 1977–78, 1978–79
- Görög kupa (1): 1977–78

Egyéni
- A görög bajnokság gólkirálya (1): 1979–80 (25 gól)

### Edzőként
Velež Mostar
- Jugoszláv kupa (1): 1985–86

AÉK Athén
- Görög bajnok (4): 1988–89, 1991–92, 1992–93, 1993–94
- Görög kupa (1): 1995–96
- Görög szuperkupa (1): 1989

Olimbiakósz
- Görög bajnok (4): 1996–97, 1997–98, 1998–99, 2004–05
- Görög kupa (1): 1998–99

PAÓK
- Görög kupa (1): 2000–01

## Statisztikája edzőként
Legutóbb frissítve: 2020. szeptember 7-én
| Csapat               | Nemzet    | –tól                | –ig                  | Eredményességi mutató | Eredményességi mutató | Eredményességi mutató | Eredményességi mutató | Eredményességi mutató |
| Msz                  | Gy        | D                   | V                    | Gy %                  |                       |                       |                       |                       |
| -------------------- | --------- | ------------------- | -------------------- | --------------------- | --------------------- | --------------------- | --------------------- | --------------------- |
| Velež Mostar         | Jugoszláv | 1983 július 1.      | 1987 június 30.      | 152                   | 66                    | 42                    | 44                    | 43.71                 |
| AÉK                  | Görög     | 1988. július 1.     | 1996. június 26.     | 372                   | 217                   | 77                    | 78                    | 58.33                 |
| Olimbiakósz          | Görög     | 1996. június 26.    | 1999. november 10.   | 157                   | 113                   | 22                    | 22                    | 71.97                 |
| PAÓK                 | Görög     | 2000. január 1.     | 2002. május 8.       | 117                   | 63                    | 28                    | 26                    | 53.85                 |
| AÉK                  | Görög     | 2002. május 20.     | 2004. január 25.     | 82                    | 45                    | 23                    | 14                    | 54.88                 |
| Olimbiakósz          | Görög     | 2004. július 1.     | 2005. június 30.     | 51                    | 31                    | 10                    | 10                    | 60.78                 |
| Crvena zvezda        | Szerb     | 2006. július 1.     | 2007. március 10.    | 28                    | 18                    | 3                     | 7                     | 64.29                 |
| Árisz Theszaloníkisz | Görög     | 2007. szeptember 7. | 2008. június 30.     | 49                    | 22                    | 13                    | 14                    | 44.9                  |
| AÉK                  | Görög     | 2008. november 21.  | 2010. szeptember 27. | 84                    | 39                    | 23                    | 22                    | 46.43                 |
| Omónia               | Ciprus    | 2010. október 13.   | 2011. április 14.    | 29                    | 18                    | 8                     | 3                     | 62.07                 |
| Atrómitosz           | Görög     | 2012. június 2.     | 2012. december 23.   | 19                    | 6                     | 10                    | 3                     | 31.58                 |
| Bosznia-hercegovinai | Bosnyák   | 2019. december 21.  | jelenlegi            | 2                     | 0                     | 1                     | 1                     | 0                     |
| összesen             | összesen  | összesen            | összesen             | 1141                  | 639                   | 261                   | 242                   | 55.95                 |